# TP-Link
TP-Link — производитель компьютерного и телекоммуникационного оборудования. Главный офис компании расположен в Китае, Шэньчжэнь.

## История
Компания основана в 1996 году в городе Шэньчжэнь. Основателями (учредителями) являются два брата Чжао Цзяньцзюнь и Чжао Цзясин. Название TP-Link является сокращением от «Twisted Pair» — витая пара, «link» — соединение. Впоследствии TP стали трактовать как Trust and Performance.
В 2005 году вышла на мировой рынок. В 2007 году были открыты представительства компании в Сингапуре и Индии. В 2008 году открыты офисы в США и Германии. В 2009 году открыт офис в России. В 2011 году открыты офисы в Польше и на Украине.
В 2009 году компания заняла 32-е место в China’s Top 100 Computer Suppliers и первое место в Китае среди поставщиков сетевого оборудования на рынке SOHO. В 2010 году компания заняла 42-е место среди производителей электроники в Китае и 8-е в городе Шэньчжэнь. И в этом же году заняла первое место среди компаний производителей маршрутизаторов и ADSL модемов, по данным американской компании IN-Star.
В 2015 году компания вышла на рынок смартфонов с линейкой Neffos.
В октябре 2024 года, американское подразделение TP-Link Systems (занимающее на тот момент 65 % рынка маршрутизаторов в США) со штаб квартирой в городе Ирвайн (Калифорния), была преобразована в самостоятельную компанию, отделившись от TP-Link Technologies.

## TP-Link в России
В 2009 году в России открывается представительство компании (ООО «ТР Линк»).
В 2014 году компания представлена офисами в следующих городах: Москва, Санкт-Петербург, Екатеринбург, Казань, Ростов-на-Дону, Новосибирск и Владивосток.

### Санкции
В августе 2024 года в России закрылась штаб-квартира компании, сотрудников освободили от рабочих обязанностей.

## Продукция
- Маршрутизаторы
- Коммутаторы Ethernet
- Беспроводное оборудование стандарта Wi-Fi
- Устройства семейства xDSL
- Устройства семейства Power line communication
- Принт-серверы
- Сетевые адаптеры
- Модемы
- IP-камеры
- Смартфоны

## Критика
В мае 2024 года, по данным телеграм-канала «ТелекомСобака», у российский абонентов проводных операторов наблюдались массовые неполадки в работе домашних Wi-Fi-роутеров старых моделей (TL-WR840N (v4, v5), Archer C20 (v4) и TL-WR741ND).
В августе 2024 года появились сообщения о возможной связи TP-Link с кибератаками хакерской группировки «Соляной тайфун», за которой, по данным американских источников, может стоять Китай.
В июне 2025 года, из-за торговой войны США и Китая, компании пришлось уволить большую часть сотрудников в шанхайском подразделении, занимающихся разработкой чипов для Wi-Fi роутеров.